# Ньяньон, Жорис
Жорис Ньяньон (фр. Joris Gnagnon; 13 января 1997 года, Бонди, Франция) — французский футболист, защитник.

## Клубная карьера
Ньянон — воспитанник футбольного клуба «Ренн». С 2014 года играет за юношескую команду, с сезона 2015/16 — призывается к основной. 16 января 2016 года дебютировал в Лиге 1 в поединке 21 тура против «Труа», выйдя на поле после перерыва вместо Фаллу Дьяня.
Всего в дебютном для себя сезоне провел семь поединков, в двух из них выходил в стартовом составе. В марте 2016 подписал контракт с командой сроком на три года.
25 июля 2018 подписал пятилетний контракт с испанской "Сеильей".
В 2019 году Жорис на правах аренды перешёл в «Ренн» из «Севильи». В прошлом сезоне игрок провёл 16 матчей за  «Севилью».

## Карьера в сборной
Получал вызов в молодёжную сборную Франции до 20 лет, однако в поединках участия не принимал. Имеет возможность по родству играть за команды Кот-д’Ивуара.
19 мая 2017 был впервые вызван в сборную Кот-д’Ивуара.